# Sông Desna
Về một con sông ngắn tại Cộng hòa Séc, xem bài sông Desná.
Sông Desna (tiếng Nga: Десна; tiếng Ukraina: Десна) là một con sông tại Nga và Ukraina, sông nhánh phía tả ngạn của sông Dnepr, đồng thời cũng là sông nhánh dài nhất của sông Dnepr. Từ này có nghĩa là "tay phải" trong tiếng Slav cổ phía đông. Sông này dài khoảng 1.130-1.187 km.

## Đặc điểm
Nó chảy qua các tỉnh Smolensk, Bryansk (Nga) và Chernigov, Kiev (Ukraina). Chiều dài có thể cho phép giao thông thủy là 535 km (từ thị trấn Zhukovka). Ở đầu nguồn hai bờ sông thấp và là các đầm lầy, phía dưới Bryansk thì bờ phải cao hơn. Sau khi sông Seim đổ vào thì thung lũng triền sông được mở rộng, với nhiều sông nhánh và sự phân dòng. Thời kỳ đóng băng kéo dài từ tháng 12 năm trước đến đầu tháng 4 năm sau. Về mùa xuân có các trận lũ lớn do băng, tuyết tan. Lưu lượng nước trung bình tại cửa sông là 360 m³/s.
Nó chảy vào sông Dnepr ở phần phía bắc của Kiev.
Thời Trung cổ, sông Desna là một tuyến giao thông thủy quan trọng, nối liền khu vực Kiev với lưu vực sông Đông (theo sông Seim) và lưu vực sông Oka (theo sông Bolva).

## Sông nhánh
Sông Desna có 31 sông suối nhánh, bao gồm 18 bên hữu ngạn và 13 bên tả ngạn. Các sông đáng chú ý nhất bao gồm:
- Hữu ngạn: Sudost, Snov
- Tả ngạn: Bolva, Navlya, Nerussa, Seim, Ostyor

## Thành phố, thị trấn ven sông
- Tỉnh Smolensk: Elnya, Desnogorsk, Ekimovichy
- Tỉnh Bryansk: Zhukovka (cửa sông nhánh Vetjma), Seltso, Bryansk, Vygonichy, Trubchevsk, Belaya Berezka
- Tỉnh Chernigov: Novgorod-Severskii, Makoshino, Chernigov, Ostyor, làng Desna.

## Linh tinh
Desna cũng là tên gọi phổ biến của R-9 Desna, một loại tên lửa xuyên lục địa do Liên Xô phát triển trong thời kỳ Chiến tranh Lạnh.